# فاوره گناسینگبه
فاوره گناسینگبه یا فوره گناسینگبه یا فوره ناسینگبه (به انگلیسی: Faure Gnassingbé) (زاده ۶ ژوئن ۱۹۶۶) رئیس‌جمهور وقت توگو از ماه مه ۲۰۰۵ تاکنون است. او پسر رئیس‌جمهور سابق، گناسینگبی ایادیما است که به مدت ۳۷ سال این کشور را اداره می‌کرد.

فاوره پس از مرگ پدرش در ۵ فوریه ۲۰۰۵ با حمایت ارتش به قدرت رسید. مخالفان این گونه جابه‌جایی قدرت را، لطمه‌ای جدی به روند دمکراسی در توگو خواندند و شک و تردید در مورد مشروعیت قانون اساسی از جانشینی وی به عنوان رئیس‌جمهور، منجر به تحت فشار قرار گرفتن وی شد و در تاریخ ۲۵ فوریه استعفا داد. او پس از آن برنده انتخابات بحث‌برانگیز ریاست جمهوری توگو در ۲۴ آوریل ۲۰۰۵، شد و به عنوان رئیس‌جمهور سوگند یاد کرد.
فاوره گناسینگبه پیشتر به عنوان وزیر تجهیزات، معادن، پست و ارتباطات از سال ۲۰۰۳ تا ۲۰۰۵ بوده‌است.
فاوره دوباره در انتخابات ریاست جمهوری توگو سال ۲۰۱۰، توانست پیروز انتخابات شود. هر چند مسئولان جناح مخالف شفافیت و اعتبار این انتخابات را زیر سؤال بردند.